# Cupania olivacea
Cupania olivacea là một loài thực vật có hoa trong họ Bồ hòn. Loài này được Gleason & A.C.Sm. mô tả khoa học đầu tiên năm 1934.